# Hrabstwo Comanche (Kansas)

Piramida wieku hrabstwa

Hrabstwo Comanche – hrabstwo położone w USA w stanie Kansas z siedzibą w mieście Coldwater. Założone 26 lutego 1867 roku.

## Miasta
- Coldwater
- Protection
- Wilmore

## Sąsiednie Hrabstwa
- Hrabstwo Kiowa
- Hrabstwo Barber
- Hrabstwo Woods, Oklahoma
- Hrabstwo Harper
- Hrabstwo Clark